# سرگئی سیوکو
سرگئی سیوکو (روسی: Сергей Александрович Сивко؛ ۷ ژوئن ۱۹۴۰ – ۱۰ نوامبر ۱۹۶۶ (aged 26)) ورزشکار بوکس اهل اتحاد جماهیر شوروی سوسیالیستی بود.
وی در مسابقات کشوری و بین‌المللی در مجموع برندهٔ ۱ مدال طلا، ۱ مدال نقره شده‌است.